# Dortoir des grandes (film, 1984)
Pour l’article homonyme, voir Dortoir des grandes.
Pour plus de détails, voir Fiche technique et Distribution.
Dortoir des grandes est un film érotique français de Pierre Unia sorti en 1984.

## Synopsis
Adeline est une jeune femme qui cherche à tout prix à s'éloigner de sa belle-mère et de son amant, les jugeant bien trop pervers et alcooliques, trouvant ainsi leur présence nuisible pour s'épanouir et suivre une scolarité normale. Elle décide donc de s'inscrire dans un internat de jeunes filles, dirigé par une vieille dame sympathique et une surveillante générale aux airs sévères. Cette dernière s'avouera finalement être une lesbienne dégoûtée des hommes et un cœur d'artichaut. Au fil de l'année scolaire, entre les cours, les activités physiques, les sorties auprès des garçons et le dortoir réservé aux filles, Adeline y découvrira de nouveaux plaisirs…

## Fiche technique
- Réalisation : Pierre Unia
- Scénario : Pierre Unia
- Musique : Jean-Marc Cartois et Pierre Unia
- Année : 1984
- Pays :  France
- Genre : érotique
- Date de sortie en salles en France : 8 août 1984

## Distribution
- Maureen Legrand (Isabelle Legrand) : Fanette, la surveillante générale
- Raphaële Henault : Adeline
- Myriam Soumare : Myriam
- Véronique Catanzaro : Juliette
- Jemma Askviche : Mogwli
- Gisèle Andrieux : Emma
- Christian Giacomazzi
- Valérie Houlier : Bérangère
- Christiane Douesnard : Madame Vicarman
- Raoul Drast : Monsieur Coquet
- Catherine Machet : Lucie
- Michel Hernandez : Gérard
- Laurence Renzeau
- William Delgrange
- Christian Grouard
- Carole Juncal
- Marie-Chantal Trobert
- Rosine Barakat
- Nathalie Ivozevitch
- Stéphane Berand
- Fabrice Laperche
- Alice Bonin
- Claude Scasso : le professeur
- Diamentino Morcira
- Pascal Andrieux
- Nathalie Izacco
- Lise Pinson
- Brigitte Wattiaux
- Frédéric Provost
- Laurence Cozic
- Girard Espinet
- Marie-Louise Amirault
- Lilian Da Silva
- Claire Danbail
- Philippe Guez
- Didier Calvary
- Les Porte Mentaux (Michel Paul, Roland Chamarat, Roger Fritsch et Marc Faisan) dans leur propre rôle

## Autour du film
- Ce film traite d'un thème similaire à Éducation anglaise, autre film érotique sorti l'année précédente (ayant comme point commun d'avoir Carole Juncal dans sa distribution), et de Dressage (avec Véronique Catanzaro dans sa distribution), sorti quant à lui en 1986.